# Jamajka na Zimowych Igrzyskach Olimpijskich 1994
Jamajkę na Zimowych Igrzyskach Olimpijskich 1994 reprezentowało czterech zawodników, którzy wystartowali w konkurencjach bobslejowych.
Był to trzeci start Jamajki na zimowych igrzyskach olimpijskich.

## Bobsleje
| Osada | Zawodnik                                              | Konkurencja | Ślizg 1 | Ślizg 2 | Ślizg 3 | Ślizg 4         | Łącznie         | Pozycja         |
| ----- | ----------------------------------------------------- | ----------- | ------- | ------- | ------- | --------------- | --------------- | --------------- |
| JAM-I | Dudley Stokes Wayne Thomas                            | Dwójki      | 53,59   | 53,81   | 53,76   | Dyskwalifikacja | Dyskwalifikacja | Dyskwalifikacja |
| JAM-I | Dudley Stokes Winston Watts Chris Stokes Wayne Thomas | Czwórki     | 52,50   | 52,56   | 52,39   | 52,51           | 3:29,96         | 14.             |